# 85 Йо
Вижте пояснителната страница за други значения на Йо.
85 Йо е голям, тъмен астероид от клас C в основния пояс. Има размери приблизитело 180х160х160 km, силно неправилна форма и най-вероятно е изграден от карбонати. Спада към семейство Евномия, по името на астероида 15 Евномия.
85 Йо се върти ретроградно, като полюсът му сочи към еклиптични координати (β, λ) = (-45°, 105°) или (-15°, 295°), с 10 градуса неточност. Това дава наклон на оста 125° или 115°.
Астероидът е открит от Кристиан Петерс на 19 септември 1865 г. и е именуван на Ио, любовница на Зевс в древногръцката митология.
Да не се бърка с галилеевия спътник на Юпитер – Йо.